# گغانیست، آرارات
گغانیست (به ارمنی: Գեղանիստ) یک شهر در ارمنستان است که در استان آرارات واقع شده‌است. گغانیست در  کیلومتری شمال آرتاشات، مرکز استان آرارات واقع شده است.

## خصوصیات
گغانیست ۲٬۶۱۷ نفر جمعیت دارد و در ارتفاع  متر بالاتر از سطح دریا قرار گرفته است.